# Teddy Thompson
Teddy Thompson (Londra, 19 febbraio 1976) è un cantautore britannico.

## Discografia

### Album
- 2000 - Teddy Thompson
- 2001 - L.A. (EP)
- 2004 - Blunderbuss (EP)
- 2006 - Separate Ways
- 2007 - Upfront & Down Low
- 2008 - A Piece of What You Need

### Contributi
- 2005 - Brokeback Mountain (colonna sonora) - voce in King of the Road e I Don't Want to Say Goodbye
- 2006 - Leonard Cohen: I'm Your Man (Colonna Sonora) - voce e chitarra in Tonight Will Be Fine e The Future